# The Miller's Daughter (film 1905)
The Miller's Daughter è un cortometraggio muto del 1905 diretto da Wallace McCutcheon (non accreditato) e Edwin S. Porter (non accreditato).
Il lavoro teatrale Hazel Kirke era andato in scena al Madison Square Theatre nel 1879, scritto e prodotto da Steele MacKaye.

## Trama
Hazel, la figlia del mugnaio, ha due corteggiatori: un ragazzo di città e uno di campagna. Il padre vorrebbe che si sposasse con il contadino, ma lei gli preferisce l'elegante cittadino con il quale scappa da casa. Ma, prima delle nozze, arriva la moglie dello sposo che interrompe la cerimonia. Ad Hazel non resta che tornarsene a casa, da suo padre. Ma il mugnaio rinnega la figlia. Hazel, disperata, tenta di suicidarsi buttandosi nel fiume. Viene salvata dal giovane contadino, sempre innamorato, che finirà con lo sposarla.

## Produzione
Il film fu prodotto dalla Edison Manufacturing Company. Venne girato a Scarsdale, New York.

## Distribuzione
Distribuito dalla Edison Manufacturing Company, il film - un cortometraggio in una bobina - uscì nelle sale cinematografiche USA il 6 novembre 1905.
Copia della pellicola viene conservata negli archivi del Museum of Modern Art. Il film è stato inserito in un'antologia in DVD del 2005, Edison: The Invention of the Movies (1891-1918), un cofanetto di 14 ore pubblicato dalla Kino International.